# Санкт-Петербургская консерватория имени Н. А. Римского-Корсакова
Санкт-Петербургская государственная консерватория имени Николая Андреевича Римского-Корсакова — высшее музыкальное учебное заведение в Санкт-Петербурге, первая консерватория России. Основана Высочайшим указом от 17 (29) октября 1861 года в качестве училища на базе Музыкальных классов Русского музыкального общества, открытых двумя годами ранее, по инициативе пианиста, композитора и дирижёра Антона Рубинштейна. В соответствии с § 1 устава, музыкальное училище было учреждено под непосредственным покровительством великой княгини Елены Павловны. В дальнейшем училище было переименовано в консерваторию. Официальное открытие состоялось 8 (20) сентября 1862 года.

## История

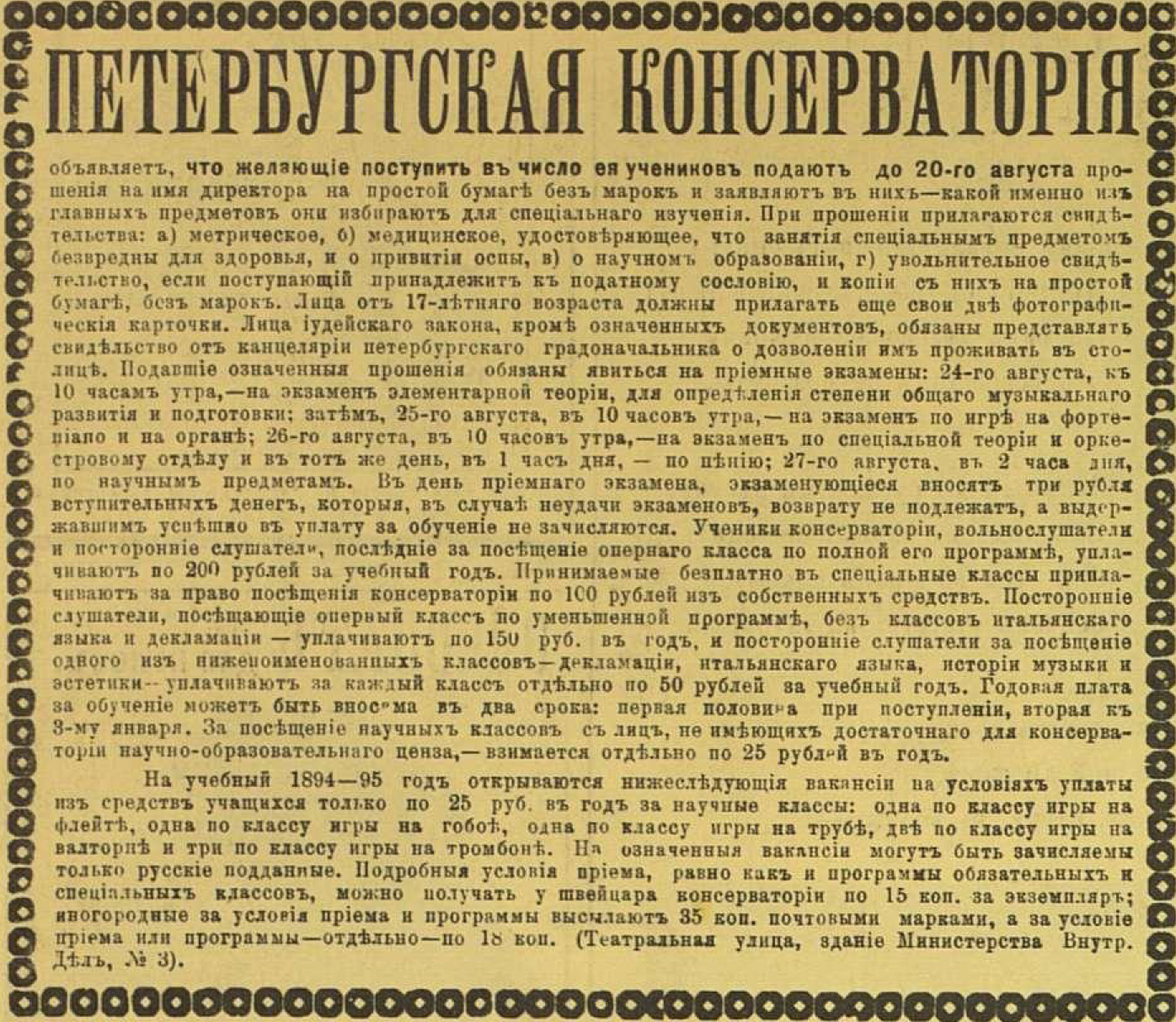
Условия приёма, 1894 год.

Главным инициатором создания Петербургской консерватории и первым её артистическим директором был Антон Рубинштейн, он же стал первым профессором по классу фортепиано. Среди педагогов, преподававших в Консерватории в первые годы её существования — Антон Рубинштейн, Теодор Лешетицкий (фортепиано), Генрик Венявский, Леопольд Ауэр (скрипка), Карл Давыдов (виолончель), Чезаре Чиарди (флейта), Эрнесто Каваллини (кларнет), Николай Заремба (теория музыки), Джованни Ферреро (контрабас), Альберт Цабель (арфа) и другие выдающиеся музыканты.
Первым выпускником Консерватории по классу композиции стал Пётр Ильич Чайковский, окончивший её в 1865 году с большой серебряной медалью.

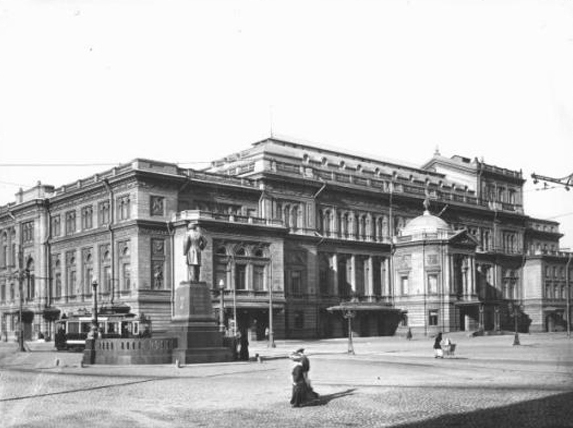
Петербургская консерватория, 1913 г. Фото К. К. Буллы.

В 1871 году на должность профессора кафедры теории композиции и инструментовки был приглашён Николай Римский-Корсаков. Его деятельность знаменовала собой новый этап в формировании профессионального композиторского и теоретического образования. Римский-Корсаков — автор первых учебных программ и учебников по гармонии и теории композиции, не потерявших актуальности до наших дней. За годы преподавания в Консерватории (1871—1908) Римский-Корсаков воспитал многих выдающихся музыкантов, некоторые из которых, как Анатолий Лядов и Максимилиан Штейнберг, в дальнейшем сами стали профессорами Консерватории.
В 1876 году директором консерватории является Карл Юльевич Давыдов. Одну из важнейших задач консерватории он видел, наряду с подготовкой композиторов, солистов-певцов и инструменталистов, в том, чтобы воспитать большое количество культурных музыкантов для оркестров, театров и музыкальных школ.
В течение всего директорства Давыдова огромное внимание уделялось разработке учебных программ и экзаменационных требований. Особенно тщательно уточнялись требования для поступления и окончания консерватории. При Давыдове стал действовать новый устав, который утверждал значение консерватории как высшего учебного заведения.
В соответствии с общей установкой К. Ю. Давыдова был значительно расширен приём. Количество учеников выросло почти вдвое. Увеличилось и количество бесплатных вакансий, а для ряда учащихся была установлена льготная плата за обучение. В начале своей директорской деятельности Давыдов явился инициатором организации Общества для вспомоществования учащимся и устройства общежития для нуждающихся учеников.
Стремление увеличить количество выпускаемых музыкантов привело Давыдова к мысли создать подготовительное училище. Проект такого училища получил одобрение, был подобран состав преподавателей и разработаны специальные правила. Однако этот замысел остался неосуществлённым из-за ухода Давыдова.
Причиной его ухода послужил ряд конфликтов с царскими чиновниками, требовавшими сократить льготы учащимся по плате за обучение, чтобы затруднить доступ в консерваторию студентам непривилегированных сословий. Не соглашаясь с дирекцией, К. Ю. Давыдов подал заявление об отставке и в 1887 году покинул консерваторию.
В воспоминаниях современников мы встречаем в высшей степени благожелательные отзывы о Давыдове и о времени его директорства в консерватории. Период руководства консерваторией К. Ю. Давыдовым — одна из самых важных эпох в истории развития консерватории.
В 1905 году ректором Консерватории был избран композитор Александр Глазунов, остававшийся на этой должности до 1928 года.
После Октябрьской революции 1917 года Петроградская консерватория в 1918 году стала государственным учреждением, перешла в ведение народного комиссариата просвещения РСФСР.
В 1938 году консерваторию наградили орденом Ленина.
В 1944 году консерватории присвоено имя Николая Андреевича Римского-Корсакова, так как в 1905 году композитор поддержал студенческие волнения, был снят со своей должности. Однако, позже его восстановили.
Решением советской власти консерватории было дано наименование в честь композитора.
До 1956 года в состав Ленинградской консерватории входил военно-морской факультет.
В соответствии с Указом Президента Российской Федерации от 06 декабря 1995 года № 1219 «О включении отдельных объектов в Государственный свод особо ценных объектов культурного наследия народов Российской Федерации» консерватория отнесена к особо ценным объектам культурного наследия народов Российской Федерации.
По состоянию на начало XXI века Консерватория подведомственна Министерству культуры Российской Федерации и имеет семь факультетов:
- Фортепианный.
- Оркестровый.
- Вокальный.
- Режиссёрский.
- Дирижёрско-композиторский.
- Народных инструментов.
- Музыковедческий.

## Здание консерватории
Консерватория находится в здании Большого (Каменного) театра, существенно перестроенном в апреле 1891–1896 году архитектором Владимиром Николя, при этом стены и фундамент театра были включены в новое здание.
У обращённого на север трёхчастного фасада учебного корпуса симметричная композиция, по центру расположен четырёхколонный портик. С противоположной части здания расположен Большой зрительный зал, отражённый на фасаде окнами с полуциркульным завершением и аркадами со спаренными окнами второго света. Со стороны Мариинского театра, у западного фасада, находятся парадная лестница и Малый (Концертный) зал, также проявленные на фасаде аркадой окон. Арки же подчёркивают расположенные по осям ризалитов западного фасада входы.
По стилю в здании сочетаются черты Возрождения и идеи французской архитектуры XVIII века — применён ордер, архитектурные элементы симметричны, но есть дробные пластические элементы и использованы овалы.
В интерьерах классицизм (наличие ордера) сочетается с рококо (изогнутыми падугами, плавными линиями, живописными плафонами работы А. Рябушкина и В. Беляева).
Большой зал неоднократно реконструировали. Изначально он был более торжественно оформлен, чем Концертный зал, в нём был балкон на лепных кронштейнах и два ряда коринфских пилястр, один на уровне партера, второй — над балконом. Напротив сцены над входом была галерея. Зал был украшен скульптурными элементами, но акустика была плохой, что и привело к переделке. В 1912 году по проекту архитектора Траугота Бардта были осуществлены расширение здания (южный фасад по высоте сравняли с западным) и перестройка Большого зала специально для размещения в стенах консерватории Театра музыкальной драмы Иосифа Лапицкого. В пределах зрительного зала окна 2-3 этажей объединили широкими рустованными лопатками.
В зале в 1961 году был установлен орган фирмы «Ригер».
В 1965 году Большой зал был отделан по проекту Б. Н. Журавлёва. Стены окрашены тёмной охрой и расчленены накладными деревянными рейками, в контраст белым цветом были окрашены наклонно идущие к сцене ярусы и барельефы. Для лучшей акустики были использованы материалы с перфорированной поверхностью, но сложился диссонанс между беломраморной лестницей, ведущей к залу, и архитектурой 1960-х годов в самом зале.
На начало 2020 года здание консерватории закрыто строительными лесами, начатые несколько лет назад реставрационные работы не были завершены к намеченному сроку в 2019 году. Контракт на реконструкцию здания был расторгнут по инициативе подрядчика, который причиной такого решения назвал несвоевременное предоставление заказчиком технической и проектной документации. Дальнейший ход работ на объекте взят под личный контроль вице-премьера российского правительства Дмитрия Чернышенко.
Когда здание собирались сдавать после реставрации, 6 декабря 2023 года в нём случился пожар.
Летом 2025 года завершилась масштабная реставрация фасадов здания и его внутренних помещений.

## Педагоги консерватории
См. категорию Преподаватели Санкт-Петербургской консерватории.

## Директора и ректоры консерватории
1. 1862—1867 и 1887—1891 — Антон Рубинштейн
2. 1867—1871 — Николай Заремба
3. 1871—1876 — Михаил Азанчевский
4. 1876—1887 — Карл Давыдов
5. 1891—1897 — Юлий Иогансен
6. 1897—1905 — Август Бернгард
7. 1905—? — Станислав Габель
8. 1905—1928 — Александр Глазунов
9. 1930—1933 — А. И. Маширов
10. 1935—1936 — Вениамин Бухштейн
11. 1936—1939 — Борис Загурский
12. 1939—1952 и 1962—1977 — Павел Серебряков (в 1941-1944 годах Консерватория с её ректором находилась в эвакуации в Ташкенте; для координации остававшихся в Ленинграде работников и студентов назначались врио директора: Михаил Юшкевич (1941), Антонина Лебедева (1941-1943), Екатерина Шувалова (1943), Григорий Фесечко (1943-1944))
13. 1952—1962 — Юрий Брюшков
14. 1977—1979 — Юрий Большиянов
15. 1979—2002 — Владислав Чернушенко
16. 2002—2004 — Сергей Ролдугин
17. 2004—2008 — Александр Чайковский[12] (в 2008 году временно исполняющим обязанности ректора был Дмитрий Часовитин[13])
18. 2008—2011 — Сергей Стадлер (до 2009 года — исполняющий обязанности ректора)
19. 2011 — Дмитрий Часовитин (временно исполняющий обязанности ректора),
20. 2011 — Олег Малов (исполняющий обязанности ректора)[14]
21. 2011—2015 — Михаил Гантварг
22. 2015 — н. вр. — Алексей Васильев (2015—2016 гг., исполняющий обязанности ректора), в 2016 г. — избран ректором[15][16]

## Кафедры
| Факультет                            | Кафедры |
| ------------------------------------ | --- |
| Фортепианный факультет               | специального фортепиано, органа и клавесина; концертмейстерского мастерства; методики фортепианного исполнительства; педагогики и специализированного общего курса фортепиано (для композиторов, музыковедов и дирижёров) |
| Оркестровый факультет                | камерного ансамбля, скрипки и альта, виолончели, контрабаса, арфы и квартета; деревянных духовых инструментов; медных духовых инструментов; ударных инструментов                                                          |
| Факультет народных инструментов      | струнных народных инструментов; баяна и аккордеона; ансамбля, инструментовки и дирижирования |
| Факультет композиции и дирижирования | специальной композиции и импровизации; оркестровки и общего курса композиции; оперно-симфонического дирижирования; хорового дирижирования                                                                                 |
| Вокальный факультет                  | сольного пения; камерного пения; оперной подготовки |
| Режиссёрский факультет               | - режиссуры музыкального театра - режиссуры балета (основана Фёдором Лопуховым в 1962 году) |
| Музыковедческий факультет            | истории русской музыки; истории зарубежной музыки; теории музыки; теории и истории музыкальных форм и жанров; музыкальной критики; древнерусского певческого искусства, этномузыкологии                                   |